# کافرستان
کافرستان نامی که مسلمانان به سرزمین کَلاشِستان منطقه‌ای در ارتفاعات هندوکش، شرق افغانستان داده بودند. کَلاشستان پس از تصرف به دست سپاهیان مسلمان امیر عبدالرحمان خان پادشاه سابق افغانستان در ۱۸۹۶ (میلادی) نورستان نام گرفت.
بیشتر راه‌هایی که به این سرزمین ختم می‌شوند بیش از ۴۰۰۰ متر از سطح دریا ارتفاع دارند. اکثر اهالی کَلاشستان، مردم کَلاشی تشکیل می‌دهند.

## تاریخ
کافرستان به معنای «سرزمین کافران» در زبان فارسی است. در گذشته‌ها همه ساکنین این منطقه به باور آپارتایدی علمای تندرو مسلمان همسایه، کافر بودند. در سال در ۱۸۹۶ (میلادی) با ورود و لشکرکشی عبدالرحمان خان با تجهیزات نظامی که از بریتانیا گرفته بود توانست مردم این مناطق را پس از نبردهای سنگین و شکست از مهاجمان، میان مرگ یا اسلام، به آیین اسلام روی آوردند و اسم نورستان جایگزین کافرستان شد.